# Secrets (The Walking Dead)
 (octobre 2022).
La mise en forme du texte ne suit pas les recommandations de Wikipédia : il faut le « wikifier ».
Les points d'amélioration suivants sont les cas les plus fréquents :
- Les titres sont pré-formatés par le logiciel. Ils ne sont ni en capitales, ni en gras.
- Le texte ne doit pas être écrit en capitales (les noms de famille non plus), ni en gras, ni en italique, ni en « petit »…
- Le gras n'est utilisé que pour surligner le titre de l'article dans l'introduction, une seule fois.
- L'italique est rarement utilisé : mots en langue étrangère, titres d'œuvres, noms de bateaux, etc.
- Les citations ne sont pas en italique mais en corps de texte normal. Elles sont entourées par des guillemets français : « et ».
- Les listes à puces sont à éviter, des paragraphes rédigés étant largement préférés. Les tableaux sont à réserver à la présentation de données structurées (résultats, etc.).
- Les appels de note de bas de page (petits chiffres en exposant, introduits par l'outil «  Source ») sont à placer entre la fin de phrase et le point final[comme ça].
- Les liens internes (vers d'autres articles de Wikipédia) sont à choisir avec parcimonie. Créez des liens vers des articles approfondissant le sujet. Les termes génériques sans rapport avec le sujet sont à éviter, ainsi que les répétitions de liens vers un même terme.
- Les liens externes sont à placer uniquement dans une section « Liens externes », à la fin de l'article. Ces liens sont à choisir avec parcimonie suivant les règles définies. Si un lien sert de source à l'article, son insertion dans le texte est à faire par les notes de bas de page.
- La présentation des références doit suivre les conventions bibliographiques. Il est recommandé d'utiliser les modèles {{Ouvrage}}, {{Chapitre}}, {{Article}}, {{Lien web}} et/ou {{Bibliographie}}. Le mode d'édition visuel peut mettre en forme automatiquement les références.
- Insérer une infobox (cadre d'informations à droite) n'est pas obligatoire pour parachever la mise en page.

Pour une aide détaillée, merci de consulter Aide:Wikification.
Si vous pensez que ces points ont été résolus, vous pouvez retirer ce bandeau et améliorer la mise en forme d'un autre article.
Pour les articles homonymes, voir Secrets.
Secrets est le sixième épisode de la Saison 2 de la série télévisée The Walking Dead, classifiée dans le genre des séries télévisées d'horreur post-apocalyptique. L'épisode a d'abord été diffusée sur AMC aux États-Unis le 20 novembre 2011, et a été écrit par Angela Kang et réalisé par David Boyd.

## Intrigue
Après avoir découvert par inadvertance la présence de promeneurs dans la grange Greene, Maggie supplie Glenn de garder le secret. Dale remarque rapidement la nervosité de Glenn, et quand il parle en privé à Glenn, Glenn laisse échapper les marcheurs ainsi que sa connaissance que Lori Grimes est enceinte. Dale confronte Hershel à propos des marcheurs. Hershel pense qu'ils sont toujours des gens, y compris sa femme et son beau-fils, et peuvent être guéris, et refuse de les tuer après que Dale ait expliqué le danger.
Rick, Shane et T-Dog donnent une formation au tir à Jimmy, Carl et aux femmes de la ferme. Shane prend Andrea à part pour lui donner une formation avancée après avoir vu à quel point elle est douée avec une arme, mais elle est incapable de toucher une cible en mouvement. Shane essaie de l'encourager à se souvenir de sa sœur décédée, Amy, mais cela ne fait que provoquer la fuite d'Andrea. Pendant ce temps, Rick et Lori se disputent sur ce qu'il faut faire avec la demande de Hershel de quitter la ferme, maintenant que Carl est guéri.
Andrea et Shane partent ensuite en ville après que Shane ait trouvé une piste sur Sophia disparue, mais la trouvent envahie par des marcheurs. Ils s'échappent après qu'Andrea ait redécouvert ses capacités de tir, et les deux commencent par la suite une liaison. Dale sent que quelque chose ne va pas et avertit Shane de rester à l'écart d'Andrea, ainsi que ses soupçons sur ce qui est arrivé à Otis pendant que lui et Shane partaient à la recherche de fournitures médicales, et son mépris pour Rick. Shane nie les accusations et menace de tirer sur Dale s'il en fait plus.
Maggie et Glenn discutent de la situation des promeneurs à la ferme, Maggie partageant la même attitude que son père Hershel. Ils effectuent un autre cycle d'approvisionnement à la demande de Lori, à la recherche spécifique de pilules du lendemain. A la pharmacie, Maggie est attaquée par un marcheur mais Glenn intervient et le maîtrise avant qu'il ne blesse Maggie. De retour à la ferme, Maggie confronte Lori au sujet d'avoir été presque tuée à cause de sa demande, et dit à Glenn que le reste du groupe l'utilise comme "appât pour les marcheurs". Glenn dit plus tard à Lori qu'elle devrait bientôt parler à Rick de sa grossesse. Lori envisage l'acte d'élever un enfant dans ce monde, et décide de prendre les pilules, mais après un moment, s'enfuit de leur camp pour les régurgiter immédiatement. Rick voit les pilules et va trouver Lori, qui admet qu'elle était en couple avec Shane avant que Rick ne les trouve. Rick révèle qu'il était déjà au courant.

## Production
Secrets a été réalisé par David Boyd et écrit par Angela Kang. Il présente des apparitions récurrentes de Lauren Cohan, Scott Wilson, IronE Singleton, Emily Kinney, Jane McNeill et James Allen McCune. La photographie principale de l'épisode a commencé au centre-ville de Sharpsburg, en Géorgie, en août 2011. La préparation du tournage a commencé en juillet 2011, lorsque les producteurs ont rénové un bâtiment vide en une pharmacie temporaire. Herb Bridges, propriétaire du bâtiment à l'époque, a d'abord été contacté par les producteurs de la série en janvier 2011, puis à nouveau quatre mois plus tard en mai. Bridges les a informés que l'espace serait loué par une femme qui y ouvrirait un magasin pour enfants; cependant, elle n'avait pas encore emménagé dans l'espace. 
Le sujet de l'avortement est un thème important dans "Secrets". Après avoir découvert qu'elle est enceinte, Lori demande à Glenn de récupérer avec des pilules contraceptives d'urgence à la pharmacie. À son retour, une Maggie furieuse lui pousse les pilules de Lori. Dale la confronte doucement à propos de sa grossesse quand il voit qu'elle devient nauséeuse à l'odeur de la viande cuite, et Lori explique que Rick est le père biologique de l'enfant. L'écrivain Robert Kirkman a estimé que de telles affirmations étaient un "vœu pieux". "Elle était avec ces deux hommes très proches l'un de l'autre. Il n'y a pas eu beaucoup de temps entre son temps avec Shane, puis le retour de Rick et son temps avec Rick. C'est définitivement dans l'air et ce n'est pas comme s'il y avait beaucoup de des tests de paternité qui circulent là-bas."  Kirkman a estimé qu'il devait aborder de manière responsable les questions controversées d'un point de vue neutre et a insisté sur le fait que l'avortement devrait justifier une discussion, compte tenu des circonstances. Il a déclaré: "En ce qui concerne l'avortement, c'est vraiment une question de réalisme. Ce sont les types de problèmes auxquels les gens sont confrontés dans la vraie vie et dans cette situation, je pense que c'est le genre de processus de pensée que Lori Grimes passerait." 

Dans la séquence finale de l'épisode, Lori avoue à Rick qu'elle a eu une liaison avec Shane en croyant que son mari était mort. Kirkman a déclaré que les scénaristes voulaient "récapituler dans une certaine mesure", et a estimé que de telles révélations ajouteraient plus de tension entre les personnages. 
C'était quelque chose que nous voulions conclure dans une certaine mesure. C'est rendre un mauvais service au personnage de Rick de lui donner l'impression qu'il est complètement désemparé. Mais ce n'est pas vraiment une résolution en soi. Cela rend les choses un peu plus tendues, en passant à ce prochain épisode. Voir Rick interagir avec Shane aura un niveau de tension supplémentaire car maintenant le public en a un sur Shane par opposition à un sur Rick. Ça va être amusant d'attendre que l'autre chaussure tombe, quand Rick peut ou non confronter Shane avec cette information. 
Dans une interview avec MTV News, Bernthal a déclaré que Walsh souffrait de "la solitude que vous ressentez lorsque vous êtes là avec eux et que vous ne pouvez pas être avec eux comme vous le souhaitez". Bernthal a applaudi les auteurs pour de tels changements et a estimé que le scénario n'a jamais dévitalisé. "Les gens que Shane aimait plus que n'importe qui d'autre dans le monde avant l'apocalypse sont toujours très vivants et toujours très proches de lui, mais il ne sera jamais avec eux comme il le souhaite et comme il l'était autrefois. Chaque relation – Shane/Carl, Shane/Lori et Shane/Rick – elle est entachée et fracturée. Lorsque vous souffrez de ce genre de solitude, cela fait ressortir le pire en vous.

## Accueil

### Audiences
Secrets a d'abord été diffusé aux États-Unis le 20 novembre 2011 sur AMC. Lors de sa diffusion, l'épisode a attiré 6,08 millions de téléspectateurs et a atteint une note de 3,1 dans la tranche démographique 18-49, selon l'échelle de Nielsen. Il s'agissait du deuxième programme de câble le mieux noté de la journée, après avoir été battu par un événement de course de stock-cars dans le cadre de la série NASCAR Sprint Cup 2011. "Secrets" est devenu le quatrième programme le plus regardé de la semaine, ainsi que le programme câblé non sportif le mieux noté de la semaine. Le nombre total de téléspectateurs et les cotes d'écoute ont légèrement diminué par rapport à l'épisode précédent, le chupacabra, qui a été vu par 6,12 millions de téléspectateurs et a obtenu une cote de 3,2 chez les 18-49 ans. Au Royaume-Uni, l'épisode a reçu 561 000 téléspectateurs et est devenu le programme télévisé le mieux noté sur FX pour la semaine du 27 novembre.

### Accueil critique
Secrets a été bien accueilli par les critiques de télévision. Gina McIntyre du Los Angeles Times a conclu que l'épisode "dispensait de presque toutes les vérités cachées que les survivants se cachaient". Scott Meslow de The Atlantic a décrit l'épisode comme un épisode axé sur l'amour et les relations. Eric Goldman d'IGN a évalué l'épisode comme "satisfaisant" et a ajouté que son développement de caractère a été exécuté fortement. En fin de compte, il a publié "Secrets" un huit sur dix, ce qui signifie une "excellente" note. Aaron Rutkoff du The Wall Street Journal fait écho à des sentiments synonymes ; "Les téléspectateurs qui se connectent chaque semaine dans l'espoir de regarder des batailles qui accélèrent le pouls entre des humains surclassés et des armées de morts-vivants seront certainement frustrés. Les choses sont statiques dans le sens de l'action, mais les personnages admirablement nuancés de la série changent et réagissent au monde. de manière surprenante et compliquée. En écrivant pour Cinema Blend, Nick Venable a déclaré que les personnages devenaient plus reconnaissables. 
Tous les critiques n'étaient pas aussi enthousiastes à propos de "Secrets" que le consensus général. Starlee Kine de New York a déclaré que malgré de grands espoirs au début de " Secrets ", l'épisode n'a globalement pas répondu à ses attentes. Zach Halden de The A.V. Club a estimé que malgré le fait qu'il contenait des scènes solides, l'épisode présentait plusieurs problèmes. Halden a cité le rythme de la progression du scénario et l'exécution du développement du personnage comme des faiblesses. En concluant son examen, il a donné à l'épisode une note B. Bien qu'Andrew Conrad de The Baltimore Sun ait vanté le développement du personnage, il a souligné qu'il y avait très peu d'action. Steven Humphrey du Portland Mercury a analysé l'épisode, le décrivant comme "ennuyeux". 